# Самуэль, Моран
Моран Самуэль (ивр. מורן סמואל‎; род. 24 апреля 1982, Кармиэль, Израиль) — израильская паралимпийская гребчиха и баскетболистка. В соревнованиях по академической гребле — призёр Паралимпийских игр 2016 и 2020 года, чемпионка мира 2015 года, победительница кубка мира 2015 года.

## Биография
Моран Самуэль выросла в Кармиэле. Там начала заниматься баскетболом. Позднее играла в сборной Израиля по баскетболу. В 2006 году она перенесла спинальный инсульт. После этого её парализовало. Она закончила Хайфский университет и стала физиотерапевтом. Моран замужем, имеет сына.
В 2011 году, в составе сборной Израиля квалифицировалась на чемпионат Европы по баскетболу на колясках, который проходил в израильском городе Назарете, а в 2013 году приняла участие на чемпионате Европа во Франкфурте-на-Майне. Сборная заняла 7-е место, а Моран была выбрана в пятёрку лучших игроков.
В 2010 году, по предложению своего партнёра, Моран стала заниматься греблей и в 2012 году представляла Израиль на Паралимпийских играх в Лондоне где заняла 5-е место. В том же году победила в Кубке мира в итальянском Гавирате. У организаторов соревнований не было записи гимна Израиля, и Моран Самуэль спела его сама.
В 2015 году обедила в кубке мира на озере Варезе, а затем — на чемпионате мира в Эглебетт-ле-Лак. Моран получила право участвовать в Паралимпиаде 2016 в Рио-де-Жанейро, где завоевала бронзовую медали, а на следующей Паралимпиаде 2020 в Токио серебряную.